# Sender Wendelstein (Sachsen-Anhalt)
Der Sender Wendelstein (Sachsen-Anhalt) ist eine Sendeanlage (kurz Sender) zur Ausstrahlung von Hörfunksignalen. Sie befindet sich in der Ortschaft Wendelstein in Sachsen-Anhalt unweit der Grenze zu Thüringen. Als Antennenträger wird ein Sendeturm in der Bauart eines Stahlfachwerkmastes verwendet.
Von hier wird die Stadt Roßleben-Wiehe in Thüringen versorgt.

## Frequenzen und Programme

### Analoger Hörfunk (UKW)
| Frequenz (MHz) | Programm      | RDS PS   | RDS PI | Regionalisierung | ERP (kW) | Antennendiagramm rund (ND)/gerichtet (D) | Polarisation horizontal (H)/vertikal (V) |
| -------------- | ------------- | -------- | ------ | ---------------- | -------- | ---------------------------------------- | ---------------------------------------- |
| 96,1           | MDR Thüringen | MDR_THUE | D4F1   | Nordthüringen    | 0,1      | D (30–300°, 320–0°)                      | H                                        |

### Analoges Fernsehen (PAL)
Vor der Umstellung auf DVB-T diente der Sendestandort weiterhin für analoges Fernsehen:
| Kanal | Frequenz (MHz) | Programm                | ERP (kW) | Sendediagramm rund (ND)/ gerichtet (D) | Polarisation horizontal (H)/ vertikal (V) |
| ----- | -------------- | ----------------------- | -------- | -------------------------------------- | ----------------------------------------- |
| 38    | 607,25         | MDR Fernsehen Thüringen | 0,05     | D                                      | H                                         |